# García II (roi de Galice)
Pour les articles homonymes, voir García.
Garcia II, né vers 1042 et mort le 22 mars 1090 est roi de Galice et comte de Portugal (1065-1073/1090).

## Biographie
Garcia est le fils cadet de Ferdinand Ier, roi de Castille, de León et de Galice, et de Sancie de León. Le roi Ferdinand divisa son royaume, avant sa mort, entre ses cinq enfants : Sanche, l'aîné des fils, reçut la Castille ; le second fils, Alphonse, reçut le royaume principal, le León, et Garcia, le troisième fils, reçut la Galice. Les filles, elles, reçurent pour l'aînée, Urraque, la ville de Zamora et pour la seconde, Elvire, la seigneurie sur la ville de Toro.

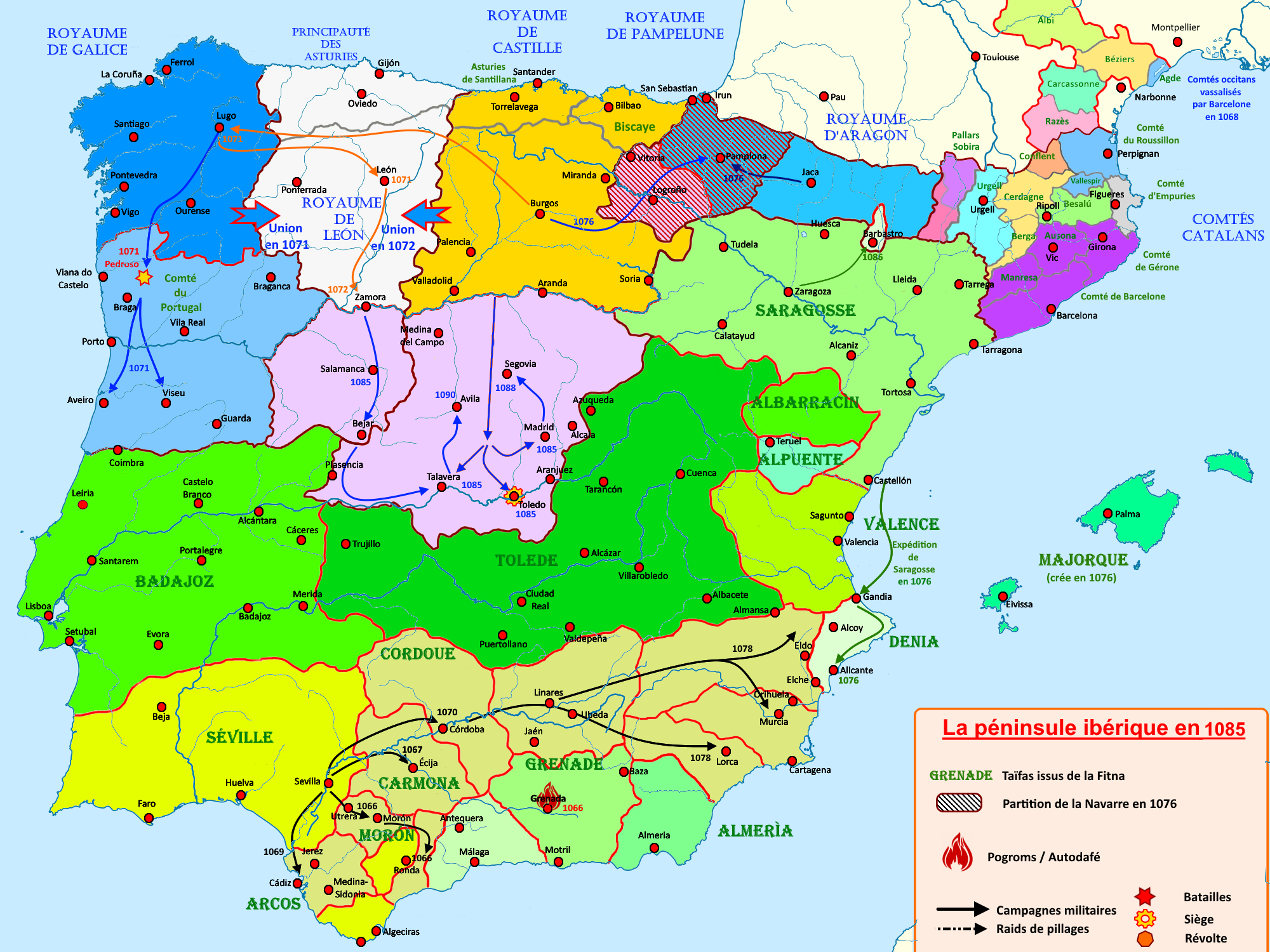
Le royaume de Galice de 1065 à 1071.

Après la mort de Ferdinand, ses enfants se déchirent. García tourna son attention vers le renforcement de son contrôle dans le sud. Il y défit début 1071 le comte de Portugal rebelle, Nuno II Mendes, que García vainquit et tua à la bataille de Pedroso.
Le frère de García et souverain voisin, Alphonse, s'était intéressé à la Galice de plus en plus instable depuis au moins 1070, et en mai ou début juin 1071, il envahit la Galice et le nord du Portugal. Sanche a probablement acquiescé à cela en échange d'un contrôle partiel sur le royaume appartenant autrefois à son plus jeune frère. Ce scénario était intenable, car tout le royaume d'Alphonse séparait Sanche de la Galice, et la perspective de ce renforcement supplémentaire du pouvoir déjà disproportionné donné à Alphonse par leur père était probablement une force motrice derrière l'attaque de Sanche contre le León qui a entraîné la défaite et l'exil d'Alphonse en 1072. Sanche tourna alors son attention vers García dans le centre du Portugal, le battant près de Santarém et l'emprisonnant brièvement en Castille (une chronique précise à Burgos) avant d'être autorisé à fuir vers Séville. Avec cette réunion du royaume que leur père avait divisé cessa l'existence du royaume indépendant de Galice et de Portugal de García. Il est exilé à Séville par son frère aîné Sanche II de Castille, qui lui prend son royaume. Après la mort de ce dernier, en 1072, il revient dans ses domaines ; toutefois, son second frère Alphonse VI de León, qui s'était emparé de la Castille, le capture le 13 février 1073, sur « le conseil de leur sœur Urraque », et l'emprisonne jusqu'à sa mort le 22 mars 1090.